# Vladimir Yourkevich
Vladimir Ivanovich Yourkevitch (em russo:  Владимир Иванович Юркевич; Moscou, 1885 – 13 de dezembro de 1964) foi um arquiteto naval russo, projetista do transatlântico SS Normandie. Trabalhou na Rússia, França e estados Unidos.